# Anthony Ujah
Anthony Ujah (Ugbokolo, Nigeria, 14 de octubre de 1990) es un futbolista nigeriano que juega como delantero y que milita en el PFC Botev Plovdiv de Bulgaria.

## Clubes
| Club                   | País     | Año       |
| ---------------------- | -------- | --------- |
| Kano Pillars           | Nigeria  | 2005-2007 |
| Warri Wolves           | Nigeria  | 2008-2009 |
| Lillestrøm SK          | Noruega  | 2010-2011 |
| 1. FSV Maguncia 05     | Alemania | 2011-2013 |
| F. C. Colonia (cedido) | Alemania | 2012-2013 |
| F. C. Colonia          | Alemania | 2013-2015 |
| Werder Bremen          | Alemania | 2015-2016 |
| Liaoning Whowin        | China    | 2016-2017 |
| 1. FSV Maguncia 05     | Alemania | 2018-2019 |
| F. C. Union Berlin     | Alemania | 2019-2022 |
| Eintracht Brunswick    | Alemania | 2022-2024 |
| PFC Botev Plovdiv      | Bulgaria | 2024-     |